# توبياس فيغويريدو
توبياس فيغويريدو (بالبرتغالية: Tobias Figueiredo‏) (2 فبراير 1994 البرتغال - ) هو لاعب كرة قدم برتغالي، شارك في كرة القدم في الألعاب الأولمبية الصيفية 2016.

## وصلات خارجية
توبياس فيغويريدو على موقع الاتحاد الأوربي (الإنجليزية)
- توبياس فيغويريدو على موقع قاعدة بيانات كرة القدم.إي يو (الإنجليزية)
- توبياس فيغويريدو على موقع Soccerbase.com (لاعب) (الإنجليزية)
- توبياس فيغويريدو على موقع Soccerway.com (الإنجليزية)
- توبياس فيغويريدو على موقع عالم كرة القدم.نت (الإنجليزية)
- توبياس فيغويريدو على موقع أوليمبيديا (الإنجليزية)
- توبياس فيغويريدو على موقع AS.com (الإسبانية)